# Chamusca
Chamusca – miejscowość w Portugalii, leżąca w dystrykcie Santarém, w regionie Alentejo, w podregionie Lezíria do Tejo. Miejscowość jest siedzibą gminy o tej samej nazwie.

## Demografia
| Liczba ludności gminy Chamusca (1801–2011) | Liczba ludności gminy Chamusca (1801–2011) | Liczba ludności gminy Chamusca (1801–2011) | Liczba ludności gminy Chamusca (1801–2011) | Liczba ludności gminy Chamusca (1801–2011) | Liczba ludności gminy Chamusca (1801–2011) | Liczba ludności gminy Chamusca (1801–2011) | Liczba ludności gminy Chamusca (1801–2011) | Liczba ludności gminy Chamusca (1801–2011) | Liczba ludności gminy Chamusca (1801–2011) |
| ------------------------------------------ | ------------------------------------------ | ------------------------------------------ | ------------------------------------------ | ------------------------------------------ | ------------------------------------------ | ------------------------------------------ | ------------------------------------------ | ------------------------------------------ | ------------------------------------------ |
| 1801                                       | 1849                                       | 1900                                       | 1930                                       | 1960                                       | 1981                                       | 1991                                       | 2001                                       | 2004                                       | 2011                                       |
| 2 725                                      | 4 313                                      | 10 418                                     | 12 925                                     | 15 871                                     | 13 135                                     | 12 282                                     | 11 492                                     | 11 313                                     | 10 120                                     |

## Sołectwa
Sołectwa gminy Chamusca (ludność wg stanu na 2011 r.)
- Carregueira – 2020 osób
- Chamusca – 3360 osób
- Chouto – 577 osób
- Parreira – 915 osób
- Pinheiro Grande – 939 osób
- Ulme – 1277 osób
- Vale de Cavalos – 1032 osoby